# Patró pinzellat
Un patró pinzellat és qualsevol patró mimètic basat en traços de colors que suggereixen pinzellades. Els patrons pinzellats constitueixen una família de patrons mimètics prou caracteritzada (família pinzellada), amb els diversos membres entrellaçats tant estilísticament com històricament. En anglès es coneixen com a brushstroke patterns.

## Història
L'origen de la família és el patró cop de brotxa (brushstroke), nascut el 1941 per a la brusa de salt dels paracaigudistes britànics (Denison smock). De fet, els primers exemplars d'aquesta brusa de salt eren llisos en caqui, i es pintaven a mà, a cops de brotxa (brushstrokes), d'on el nom i, també, l'aspecte que caracteritzarà tota la família pinzellada.
Posteriorment el patró s'estampà industrialment (segons les fonts, o bé a partir de 1942 o bé des d'entorn de 1956).
Del patró cop de brotxa derivaren, d'una banda, el patró lleopard francès (1951), i, de l'altra, el patró DPM britànic (1960/1966). El patró tigrat sudvietnamita (1959/1960) fou una derivació indirecta del brushstroke, a partir del lleopard.

## Inventari i classificació
Així doncs, la família mimètica pinzellada consta dels grups mimètics següents (ordenats cronològicament per data d'aparició):
- grup cop de brotxa (brushstroke)
- grup lleopard (leópard, lizard, lagarto)
- grup tigrat (tiger stripe)
- grup disruptiu (disruptive pattern, DPM)

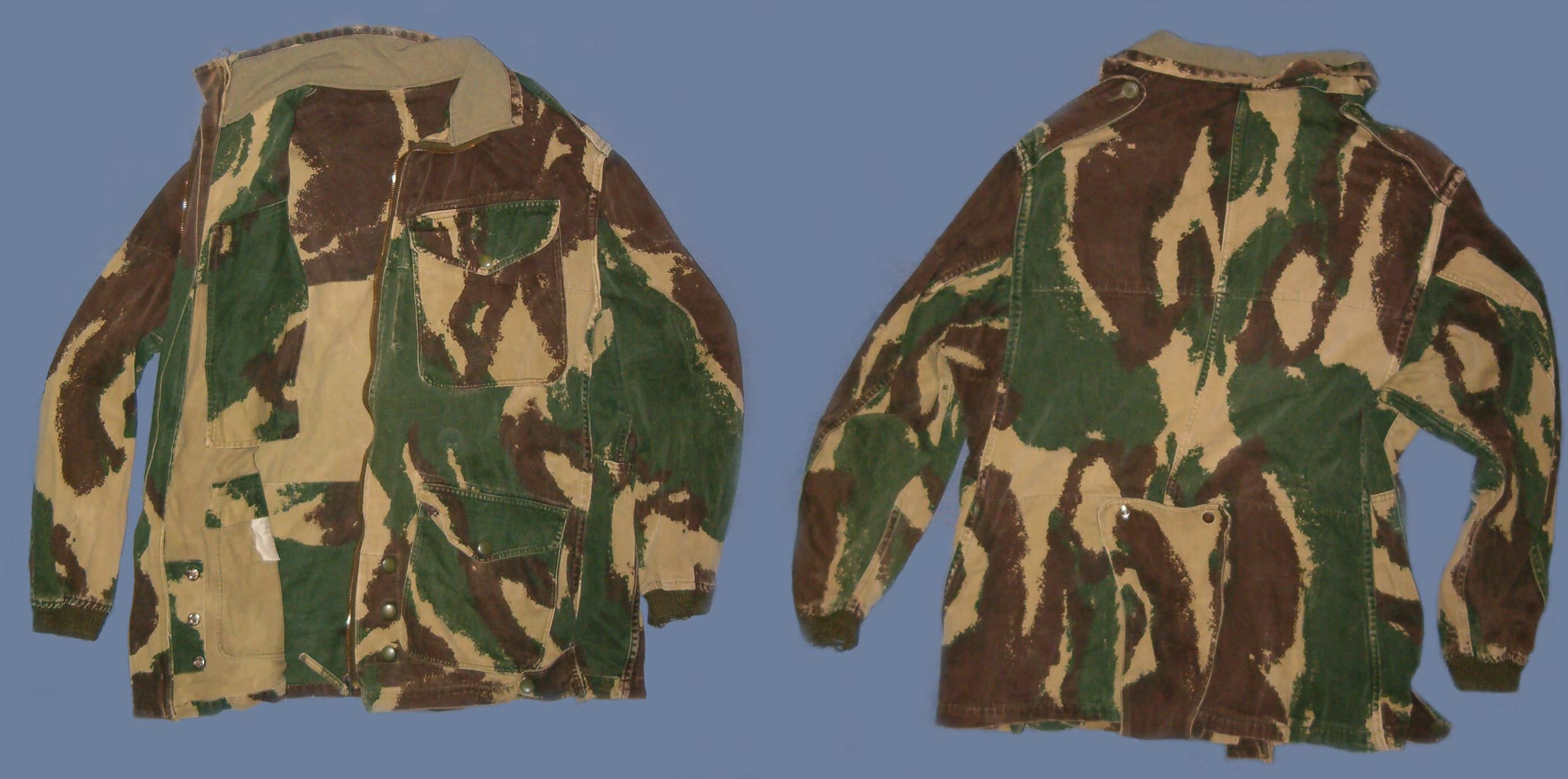
Patró cop de brotxa (brushstroke) sobre una Denison smock de 1959
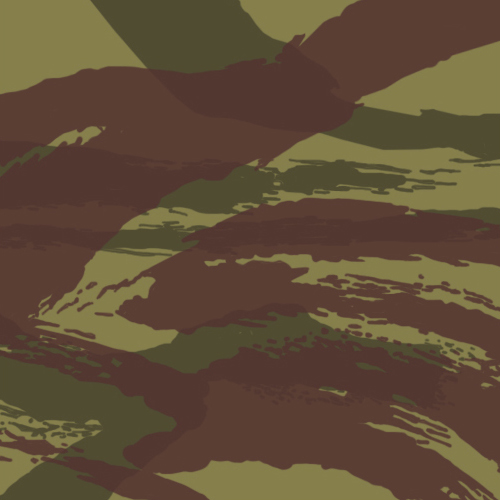
Patró lleopard
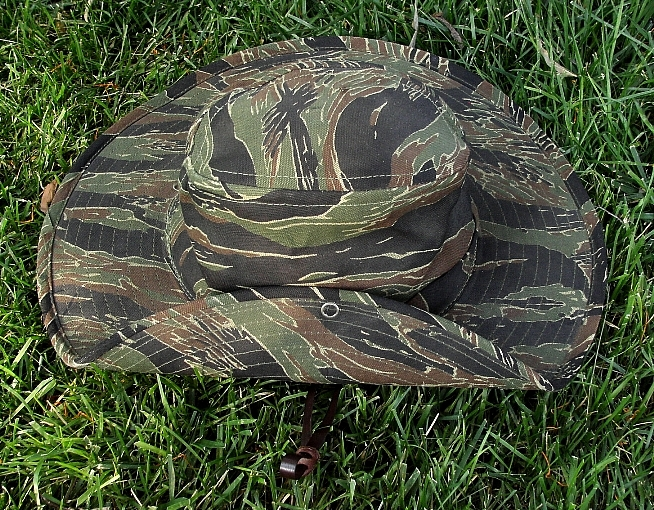
Patró tigrat
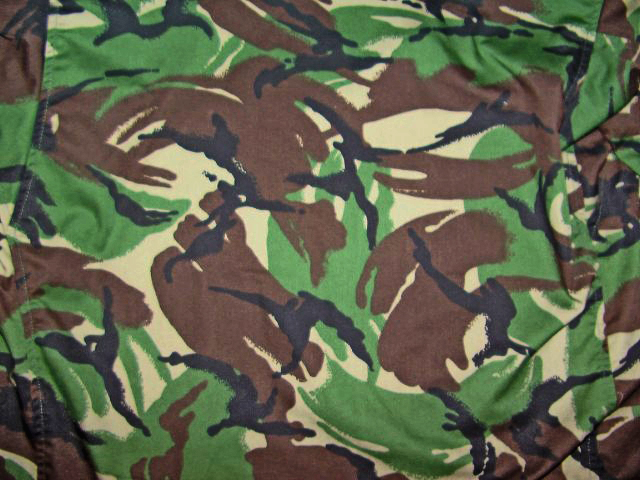
Patró DPM

## Popularitat
El patró fundacional de la família va unit inextricablement a l'epopeia dels paracaigudistes britànics de la Segona Guerra Mundial. Els altres grups de la família han adquirit prestigi propi, i avui es compten entre els patrons mimètics més coneguts internacionalment (molt més que llur patró originari), i també entre els més fàcils d'identificar a primera vista. Així, tant els patrons lleopard com els tigrats i els DPM, en articles originals o reproduïts comercialment, són molt populars entre col·leccionistes i afeccionats a la militària.